# HD 141937
HD 141937 è una stella nana gialla nella sequenza principale di magnitudine 7,25 situata nella costellazione della Bilancia. Dista 109 anni luce dal sistema solare.

## Osservazione
Si tratta di una stella situata nell'emisfero celeste australe; grazie alla sua posizione non fortemente australe, può essere osservata dalla gran parte delle regioni della Terra, sebbene gli osservatori dell'emisfero sud siano più avvantaggiati. Nei pressi dell'Antartide appare circumpolare, mentre resta sempre invisibile solo in prossimità del circolo polare artico. Essendo di magnitudine pari a 7,2, non è osservabile ad occhio nudo; per poterla scorgere è sufficiente comunque anche un binocolo di piccole dimensioni, a patto di avere a disposizione un cielo buio.
Il periodo migliore per la sua osservazione nel cielo serale ricade nei mesi compresi fra maggio e settembre; da entrambi gli emisferi il periodo di visibilità rimane indicativamente lo stesso, grazie alla posizione della stella non lontana dall'equatore celeste.

## Caratteristiche fisiche
La stella è una nana gialla di sequenza principale, attorno alla quale, nel 2001, è stato scoperto un pianeta extrasolare con una massa minima 9,7 volte quella di Giove. Nel 2021 uno studio su esopianeti massicci ha stimato la massa del presunto pianeta in 27,4+6,8
−9,9 MJ, ampiamente sopra il limite oltre il quale l'oggetto è da ritenersi una nana bruna piuttosto che un pianeta gigante.
| Pianeta | Tipo       | Massa            | Periodo orb.         | Sem. maggiore | Eccentricità |
| ------- | ---------- | ---------------- | -------------------- | ------------- | ------------ |
| b       | Nana bruna | 23,5+4,7 −5,1 MJ | 653,22 giorni ± 1,21 | 1,52 UA       | 0,41± 0,01   |